# NGC 6640
NGC 6640 (другие обозначения — UGC 11247, MCG 6-40-18, ZWG 200.21, IRAS18263+3416, PGC 61913) — спиральная галактика (Sc) в созвездии Лира.
Этот объект входит в число перечисленных в оригинальной редакции «Нового общего каталога».